# Viti Levu
Viti Levu [ˈβitʃi ˈleβu] ist die 10.531 Quadratkilometer große Hauptinsel der Fidschi-Gruppe im Südpazifik. 
Die Insel ist vulkanischen Ursprungs und erstreckt sich von Nord nach Süd über etwa 106 und von Ost nach West über rund 146 Kilometer. Zusammen mit der 5587 Quadratkilometer großen, ca. 70 Kilometer nördlich gelegenen Nachbarinsel Vanua Levu nimmt sie fast 90 % der Landfläche der Republik Fidschi-Inseln ein. Deren Hauptstadt Suva ist zugleich die größte Stadt Viti Levus. Weitere große Städte sind Ba, Lautoka, Nausori, Rakiraki, Sigatoka sowie Nadi, das über einen internationalen Flughafen verfügt. Mit rund 580.000 Einwohnern leben etwa drei Viertel der Gesamtbevölkerung Fidschis auf Viti Levu.
Administrativ zählt der Ostteil Viti Levus zur Central Division, während der westliche Teil zur Western Division des Landes gehört.